# Queso

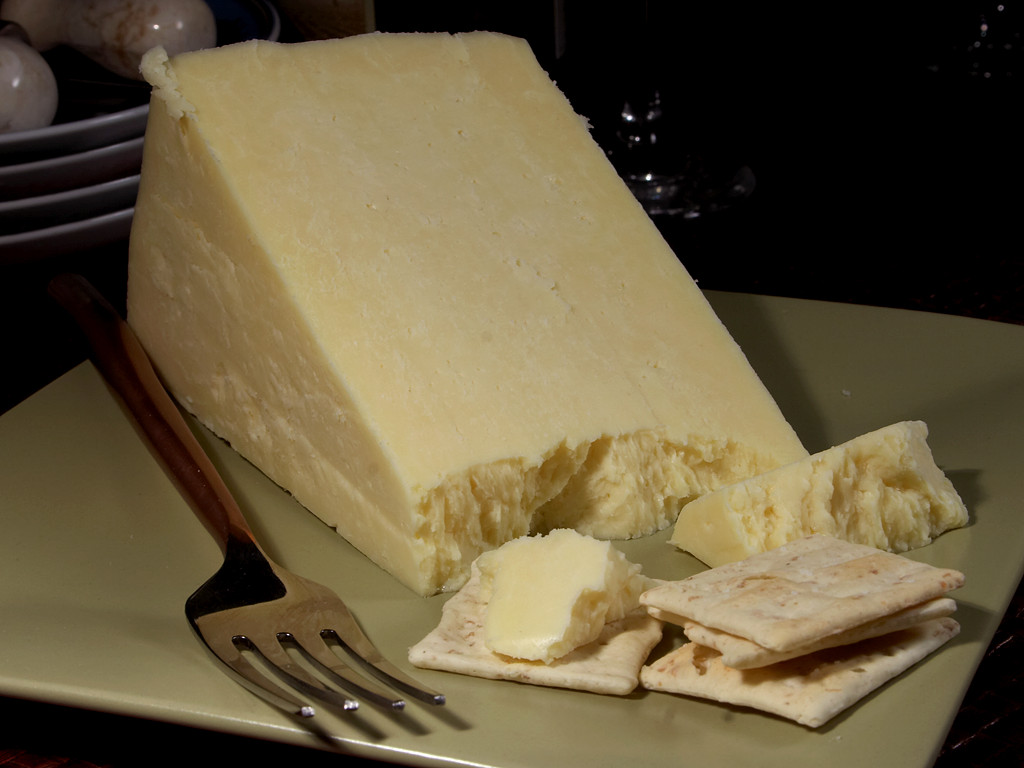
Corte de queso.

El queso es un derivado lácteo que se obtiene mediante la maduración de la cuajada de la leche una vez eliminado el suero; sus diferentes variedades dependen del origen de la leche empleada, de los métodos de elaboración seguidos y del grado de madurez alcanzada. Puede producirse a partir de la leche cuajada de vaca, cabra, oveja, búfala, camella, mamíferos rumiantes.
Las bacterias beneficiosas se encargan de acidificar la leche, y tienen también un papel importante en la definición de la textura y el sabor de la mayoría de los quesos. Algunos también contienen mohos, tanto en la superficie exterior como en el interior.

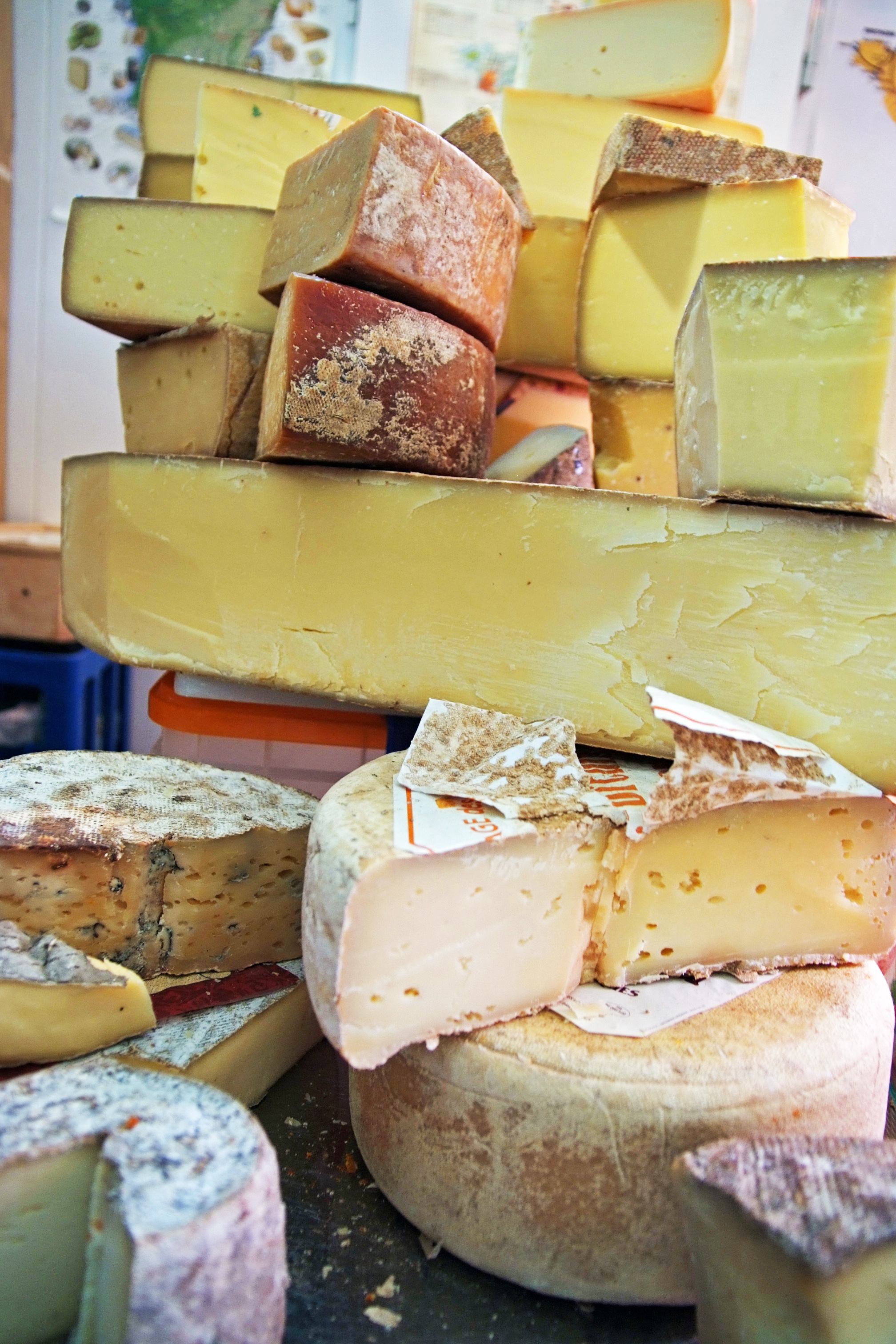
Distintos quesos a la venta.

Para los antiguos griegos el queso era «un regalo de los dioses». Hay centenares de variedades de queso. Sus diferentes estilos y sabores son el resultado del uso de distintas especies de bacterias y mohos, diferentes niveles de nata en la leche, variaciones en el tiempo de curación, diferentes tratamientos en su proceso y diferentes razas de vacas, cabras o el mamífero y leche que se usen. Otros factores incluyen la dieta del ganado y la adición de agentes saborizantes tales como hierbas, especias o ahumado. La pasteurizada de la leche, si la hubiera, también puede afectar al sabor.
Para algunos quesos la leche se cuaja restándole ácidos tales como vinagre o jugo de limón. Aunque para muchos, la mayoría se acidifican en grado menor gracias a las bacterias que se le añaden, las cuales transforman los azúcares de la leche en ácido láctico. A ello le sigue la adición de cuajo para completar el proceso de cuajado. El cuajo es una enzima tradicionalmente obtenida del estómago del ganado lactante, pero actualmente también se producen sustitutos microbiológicos en laboratorio. También se han extraído «cuajos vegetales» de varias especies de la familia de cardos Cynara.

## Etimología
El vocablo «queso» procede del latín caseus (de origen desconocido, quizás relacionada con la raíz indoeuropea *kṷath2-, ‘hervir, burbujear’), luego, entre los legionarios se hizo famoso el término formaticum (‘moldeado’), y la frase caseus formatus llegó a significar queso moldeado. Así tenemos que al queso, en francés se le diga fromage, en italiano formaggio o en catalán formatge, e incluso en castellano formaje, aunque hoy en día es una palabra en desuso.

## Historia

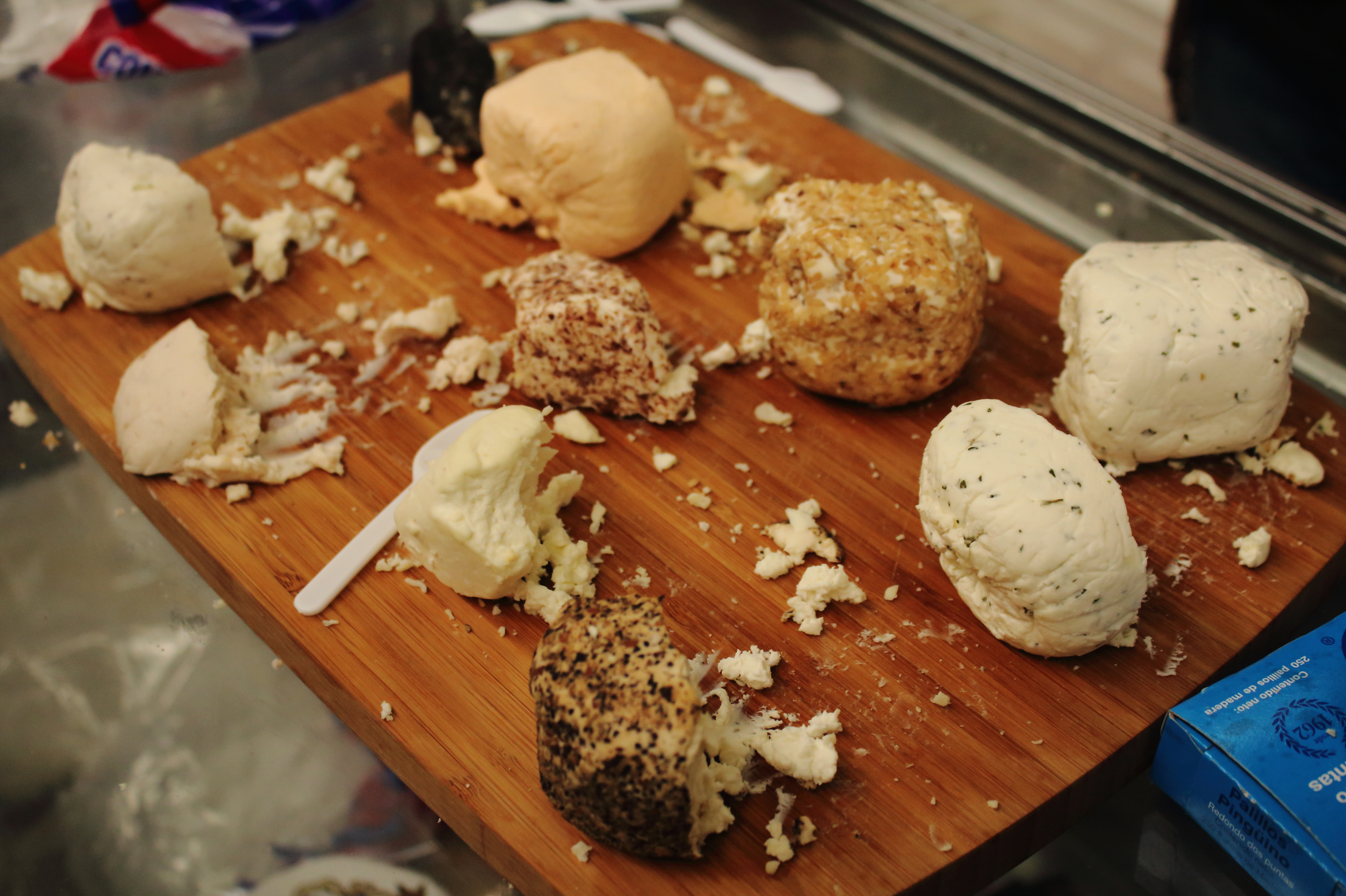
Variedad de quesos.

El queso es un alimento antiguo, los orígenes pueden ser anteriores a la historia escrita. Su fabricación se extendió por Europa y se había convertido en una empresa sofisticada ya en época romana. Cuando la influencia de Roma decayó, surgieron técnicas de elaboración locales diferentes. Esta diversidad alcanzó su cúspide a principios de la era industrial y ha declinado en cierta medida desde entonces debido a la mecanización y los factores económicos.
Desde las antiguas civilizaciones, el queso se ha almacenado para las épocas de escasez y se le considera un buen alimento para los viajes, siendo apreciado por su facilidad de transporte, buena conservación y alto contenido en grasa, proteínas, calcio y fósforo. El queso es más ligero, más compacto y se conserva durante más tiempo que la leche a partir de la que se obtiene. Los fabricantes de queso pueden establecerse cerca del centro de una región productora y beneficiarse así de leche más fresca, más barata y con menor coste de transporte. La buena conservación del producto permite a los fabricantes vender solo cuando los precios están altos o necesitan dinero. Algunos mercados incluso pagan más por quesos viejos, justo al contrario de lo que ocurre con la producción de leche.
Un estudio realizado por científicos de la Universidad del Estado de Pensilvania, Estados Unidos, reporta el hallazgo de restos de queso blando y yogur en la costa de Dalmacia, Croacia, que son las evidencias más antiguas de producción de queso, con una antigüedad de 7200 años.

### Orígenes

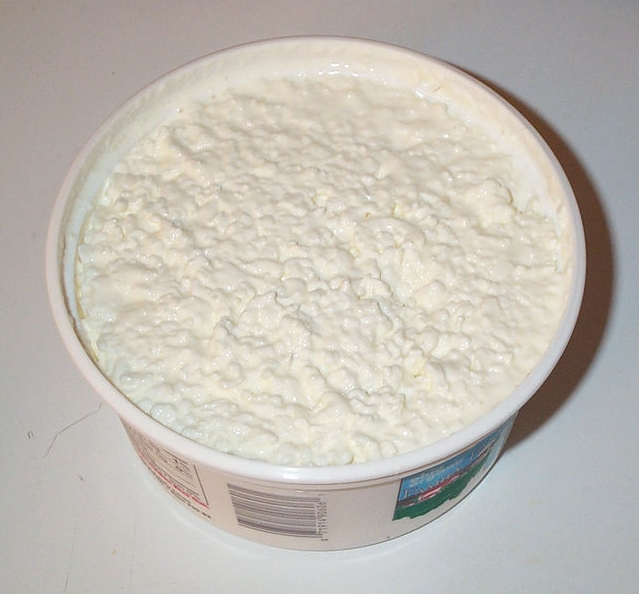
Queso cottage. Posible aspecto de los primeros quesos.

Los orígenes de la elaboración del queso están en discusión y no se pueden datar con exactitud, aunque se estima que se encuentran entre el año ocho mil a. C. (cuando se domestica la oveja) y el tres mil a. C. De esta última fecha data la evidencia más antigua conocida, el friso de la lechería de origen sumerio, en el que se detalla el ordeño y el cuajado.
Según una leyenda fue descubierto por un mercader árabe que, mientras realizaba un largo viaje por el desierto, puso leche en un recipiente fabricado a partir del estómago de un cordero. Cuando fue a consumirla vio que estaba coagulada y fermentada (debido al cuajo del estómago del cordero y a la alta temperatura del desierto). Hay otros autores que señalan que el queso ya se conocía en la prehistoria, pero no se ha podido comprobar.
Leyendas aparte, probablemente surgió como una manera de conservar la leche, aplicándole sal y presión, antes de usar un fermento por primera vez, quizás al comprobar que los quesos hechos en estómagos de animales tenían una mejor y más sólida textura. Las pruebas arqueológicas más antiguas de la manufactura del queso se han encontrado en murales de tumbas del Antiguo Egipto, datadas sobre el 2300 a. C. Estos primeros quesos probablemente tendrían un fuerte sabor y estarían intensamente salados, con una textura similar a los quesos feta o requesón.
Las ovejas fueron domesticadas hace doce mil años y en el Antiguo Egipto se cuidaban vacas y se ordeñaban para obtener la leche, por lo que es lógico pensar que también harían quesos. La leche se conservaba en recipientes de piel, cerámica porosa o madera, pero como era difícil mantenerlos limpios, la leche fermentaba con rapidez. El siguiente paso fue el de extraer el suero de la cuajada para elaborar algún tipo de queso fresco, sin cuajo, de sabor fuerte y ácido.[cita requerida]
Desde Oriente Medio, las habilidades en la manufactura del queso se introdujeron en Europa, donde climas más fríos hacían necesarias menores cantidades de sal para la conservación. Con la reducción de sales y ácidos, el queso se convirtió en un ambiente propicio para bacterias y mohos, encargados de darle su sabor característico.

### Época clásica
La mitología de la Antigua Grecia atribuía a Aristeo el descubrimiento del queso. En la Odisea de Homero (s. VIII a. C.) se describe a un Cíclope haciendo y almacenando quesos de oveja y cabra.
En los tiempos de la Antigua Roma era un alimento que se consumía a diario, y su proceso de fabricación no distaba demasiado de como se hace actualmente fuera del ámbito industrial. En el Re Rustica de Columela (cerca del 65 d. C.) se detalla la fabricación de quesos con procesos que comprenden la coagulación con fermentos, presurización del cuajo, salado y curado. La Naturalis Historia de Plinio el Viejo (77 d. C.) dedica un capítulo (XI, 97) a describir la diversidad de quesos consumidos por los romanos, de los que trece tipos se elaboraban en el Imperio. Sostenía que los mejores eran los galos procedentes de Nimes, aunque no se podían conservar demasiado tiempo y debían consumirse frescos. Los quesos de los Alpes y Apeninos tenían una variedad tan considerable como hoy en día. De los extranjeros, Plinio prefería los de Bitinia, en la actual Turquía.

### El legado de Roma en Europa

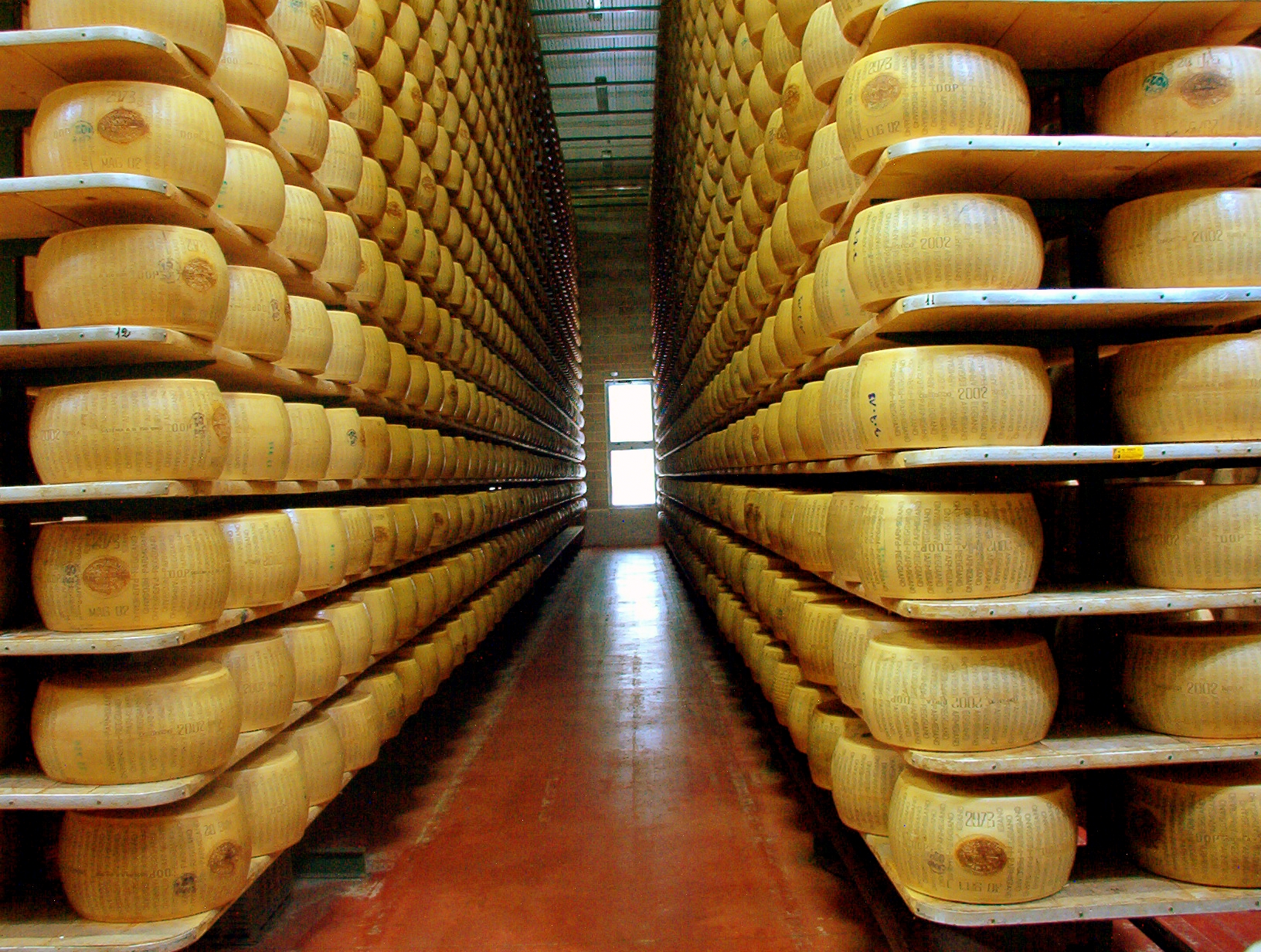
Queso parmesano, elaborado tradicionalmente desde la Edad Media.

Roma extendió sus técnicas en la manufactura del queso por gran parte de Europa, introduciéndolas en regiones sin conocimiento de ellas hasta el momento. Con el declive de Roma y el colapso en el comercio de grandes distancias, la diversidad del queso en Europa aumentó sensiblemente, con distintas regiones desarrollando sus propias tradiciones distintivas. Francia e Italia son los países con una mayor gama de tipos de queso distintivos actualmente, con unos cuatro cientos tipos aproximadamente cada uno. Muestra de ello es el proverbio francés que sostiene que hay un queso francés diferente para cada día del año, como también la cita del presidente francés Charles de Gaulle «¿Cómo es posible gobernar un país en el que hay 246 clases de queso?».
A pesar de todo, los avances en la artesanía del queso en Europa progresaron lentamente en los siglos posteriores a la caída de Roma. Muchos de los que conocemos actualmente aparecieron como tales en la Baja Edad Media o después. Se conserva un documento del año 959 aparecido cerca de la ciudad de León, consistente en una relación de los quesos dispensados por el monasterio de Rozuela (La noticia de kesos), y que supone una de las primeras manifestaciones escritas conocida de una lengua romance derivada del latín, que no puede considerarse ni lengua castellana ni lengua leonesa, sino que sería anterior a ambas. Quesos actuales como el cheddar datan del año 1500, el parmesano del 1597, el gouda del 1697 y el camembert del 1791, por poner algunos ejemplos.

### Tiempos modernos

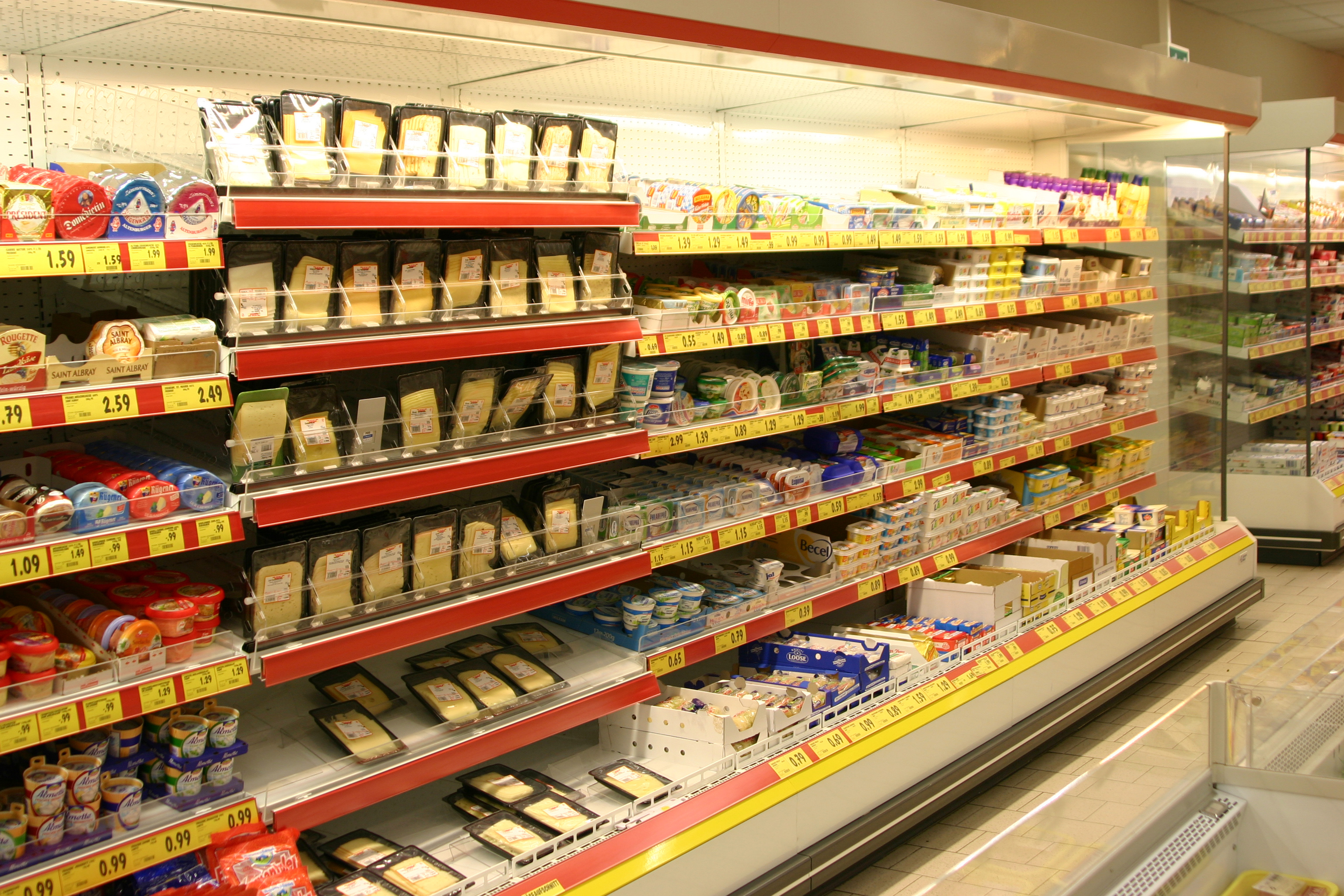
Queso procesado en un supermercado actual.

A pesar de estar ligado a la cultura moderna europea y mediterránea, el queso era prácticamente desconocido en las culturas orientales, no se hacía en la América precolombina, y tenía un uso bastante limitado en África subsahariana, siendo popular y estando desarrollado solo en Europa, Oriente Medio y en las áreas fuertemente influenciadas por su cultura. Pero con la extensión, primero del colonialismo europeo, y después de la cultura occidental, poco a poco el queso se ha dado a conocer y se ha hecho popular en todo el mundo.

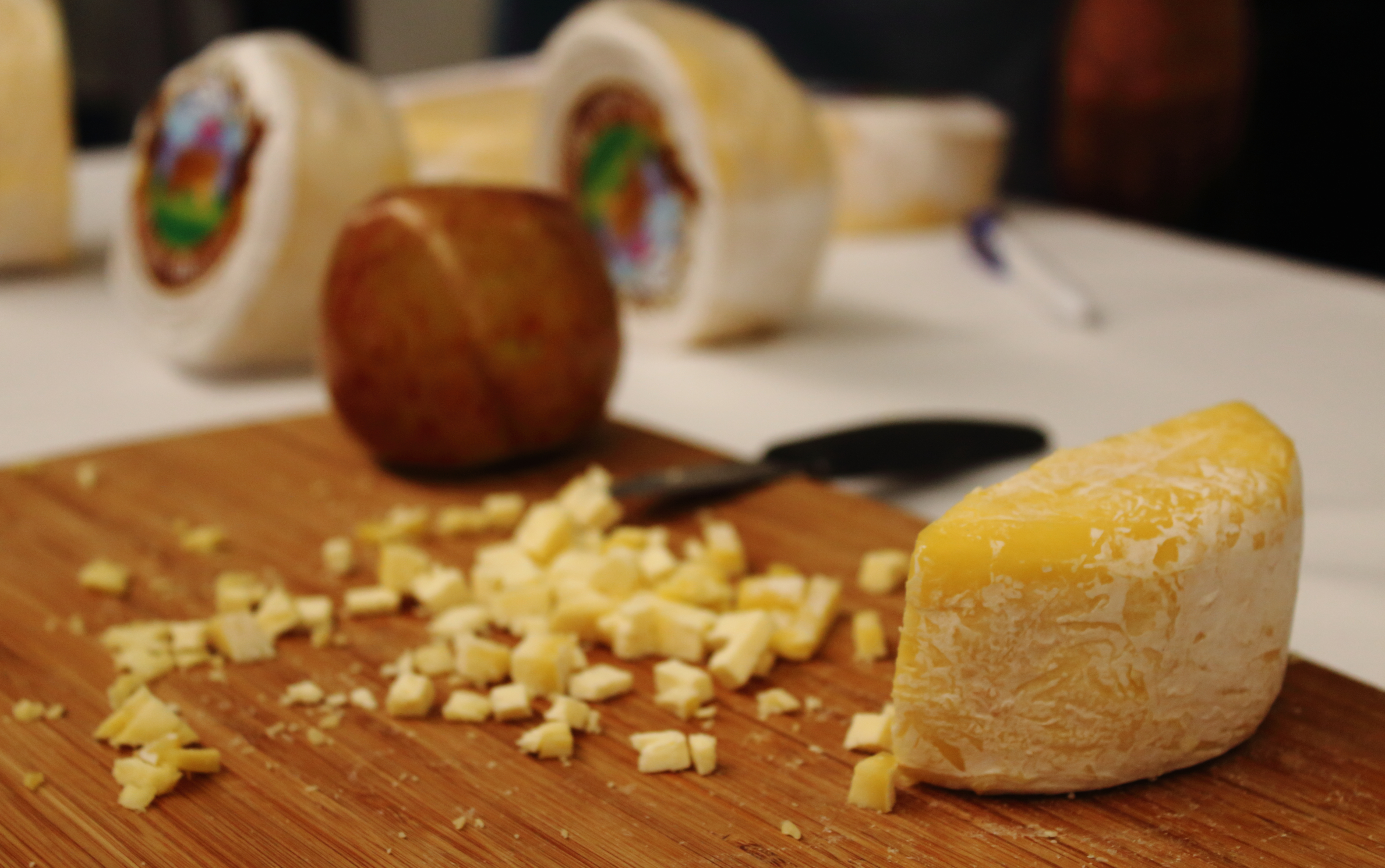
Queso producido en el estado de Querétaro, México.

La primera fábrica para la producción industrial del queso se abrió en Suiza en 1815, pero fue en los Estados Unidos donde la producción a gran escala empezó a tener realmente éxito. Se considera responsable de ello frecuentemente a Jesse Williams, propietario de una granja lechera de Rome, Nueva York, y que en 1851 empezó a fabricar quesos en cadena con la leche de las granjas cercanas. Durante décadas, fueron comunes este tipo de asociaciones entre granjas.
En la década de 1860 se mostraron las posibilidades de la producción de queso, y sobre el cambio de siglo la ciencia comenzó a producir microbios puros. Antes de esto, las bacterias se obtenían del medio ambiente o reciclando otras ya usadas. El uso de microbios puros significó una producción mucho más estandarizada. Se empezó a producir lo que se denomina queso procesado.
La producción industrial de queso adelantó a la tradicional en la Segunda Guerra Mundial, y las fábricas se convirtieron en la fuente de la mayoría de quesos en América y Europa desde entonces.

## Producción y consumo en el mundo

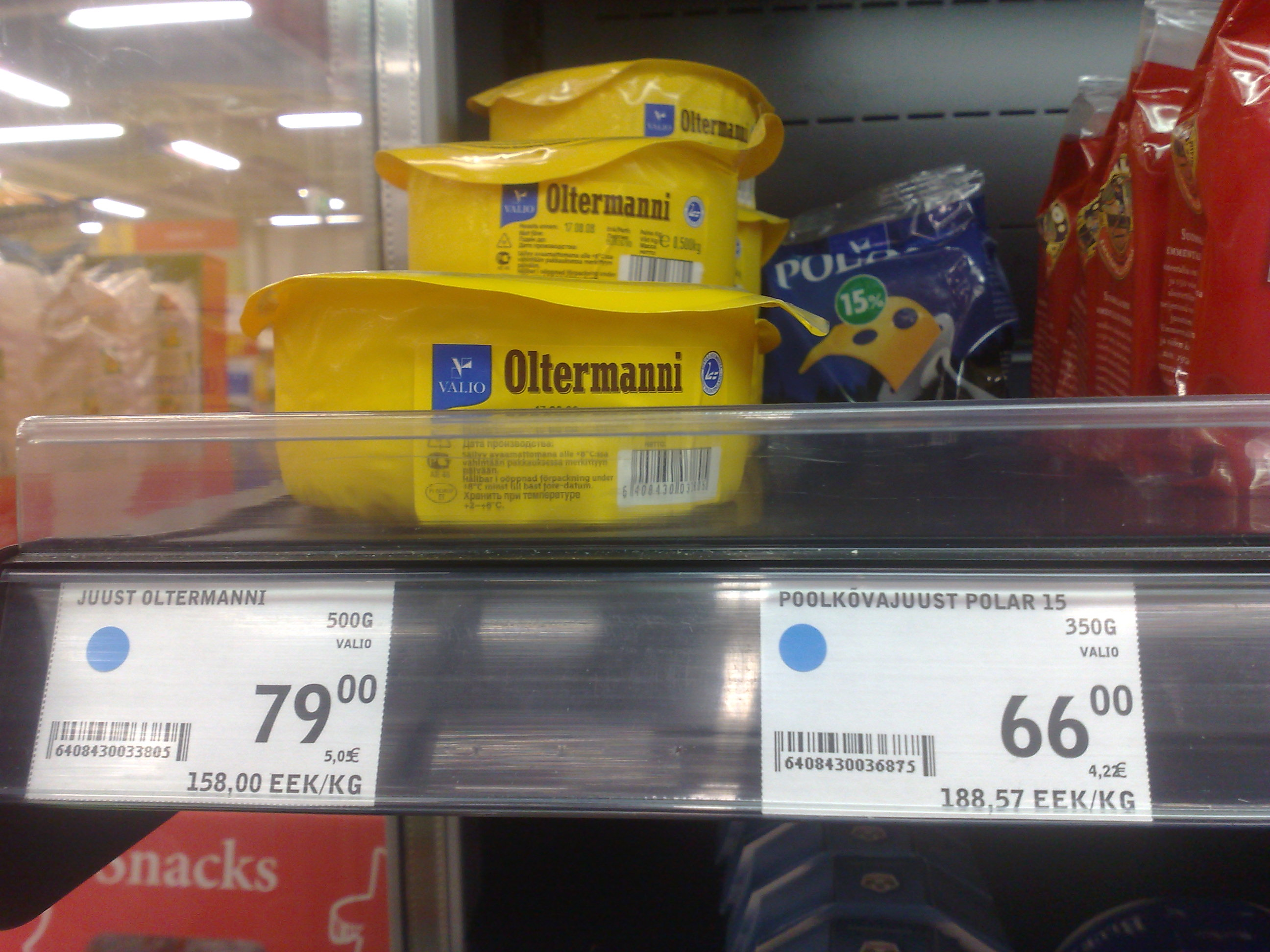
Oltermanni, un queso finlandés de Valio, en el supermercado de Estonia.

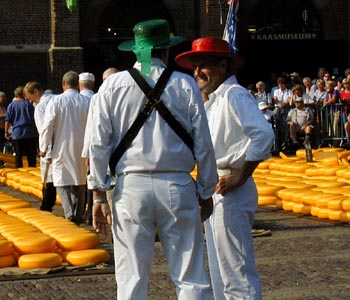
Mercado de queso gouda, en los Países Bajos.

El queso es uno de los principales productos ganaderos del mundo. Según la Organización para la Alimentación y la Agricultura (FAO) de las Naciones Unidas, en 2018 se produjeron en el mundo más de 22 millones de toneladas. Esta cantidad es superior a la producción anual de granos de café, hojas de té, granos de cacao y tabaco juntos. El mayor productor de queso es Estados Unidos, que asume un 30 por ciento de la producción mundial, seguido de Alemania y Francia.
En cuanto a las exportaciones, el país con mayor valor monetario de ellas es Alemania, seguido de Países Bajos e Italia, que es el mayor en cuanto a cantidad. De los diez mayores países exportadores, solo Irlanda, Nueva Zelanda, Países Bajos y Australia tienen un mercado mayoritariamente oriental, con un 95, 90, 72 y 65 por ciento de sus producciones exportadas, respectivamente. La de los Estados Unidos, el mayor productor, es prácticamente despreciable, ya que la mayor parte de su producción es para el mercado doméstico. Los países que más queso importan son Alemania, Reino Unido e Italia, por este orden.
En el consumo anual por persona, Grecia se encuentra en el primer puesto del ranking mundial, con 27,3 kg de media consumidos por habitante (el queso feta suma tres cuartos del consumo total). Francia es el segundo consumidor mundial, con unos 24 kg por persona, y los quesos emmental y camembert son sus quesos más comunes. En tercera posición se encuentra Italia, con 22,9 kg por persona. En los Estados Unidos el consumo se está incrementando rápidamente, habiéndose triplicado prácticamente entre 1970 y 2003. El consumo por habitante alcanzó en 2003 los 14,1 kg, siendo la mozzarella (ingrediente básico de la pizza) el queso favorito de los estadounidenses, con un tercio del total consumido.[cita requerida]
| Productores mundiales en 2019 (toneladas) | Productores mundiales en 2019 (toneladas) | Países exportadores en 2019 (valor en dólares estadounidenses) | Países exportadores en 2019 (valor en dólares estadounidenses) | Mayores consumidores en 2019 (kg por habitante) | Mayores consumidores en 2019 (kg por habitante) |
| ----------------------------------------- | ----------------------------------------- | -------------------------------------------------------------- | -------------------------------------------------------------- | ----------------------------------------------- | ----------------------------------------------- |
| Estados Unidos                            | 6 315 293                                 | Alemania                                                       | 4 575 815                                                      | Dinamarca                                       | 28,1                                            |
| Alemania                                  | 2 297 400                                 | Países Bajos                                                   | 4 156 537                                                      | Islandia                                        | 27,7                                            |
| Francia                                   | 1 938 600                                 | Italia                                                         | 3 574 498                                                      | Finlandia                                       | 27,3                                            |
| Italia                                    | 1 327 300                                 | Francia                                                        | 3 513 872                                                      | Francia                                         | 27,2                                            |
| Países Bajos                              | 953 260                                   | Dinamarca                                                      | 1 123 706                                                      | Chipre                                          | 26,7                                            |
| Polonia                                   | 867 950                                   | Estados Unidos                                                 | 1 615 437                                                      | Alemania                                        | 24,7                                            |
| Rusia                                     | 702 318                                   | Nueva Zelanda                                                  | 1 571 465                                                      | Suiza                                           | 22,2                                            |
| Turquía                                   | 607 202                                   | Irlanda                                                        | 1 324 819                                                      | Países Bajos                                    | 21,6                                            |
| Egipto                                    | 593 078                                   | Bélgica                                                        | 1 164 046                                                      | Italia                                          | 21,5                                            |
| Canadá                                    | 461 560                                   | Bielorrusia                                                    | 1 073 098                                                      | Austria                                         | 21,1                                            |

## Aspectos culturales
El queso no tiene una presencia significativa en la cocina asiática, ni como alimento diario, ni como ingrediente en otros platos. La razón ha sido estudiada por la antropología cultural, y es de las pocas a las que Marvin Harris reconoce tener causa genética (el predominio genético de la intolerancia a la lactosa en la población adulta, que en cambio es escaso en la población indoeuropea), aunque no renuncia a encontrarle a su vez una causa ecosocial: 

China nunca aceptó los productos lácteos. Los chinos consideran que la leche es una secreción repugnante y que beberse un vaso es como beber un vaso de saliva. Cerca del 90 % de los chinos y de los pueblos no ganaderos habitantes del Asia oriental carecen de lactasa suficiente para digerir leche sin fermentar en la edad adulta. Pero obsérvese que la respuesta a la pregunta de por qué los chinos aborrecen la leche no puede ser simplemente que es porque les pone enfermos. Si hubiesen adoptado la producción de leche como una modalidad de producción de alimentos, los chinos, al igual que los habitantes del Asia meridional, podrían haber superado con facilidad su insuficiencia de lactasa, consumiendo fermentados... La respuesta está relacionada con la diferencia entre las limitaciones y las oportunidades ecológicas de los hábitats chino e indio, y debe darse en términos de selección cultural, y no de selección natural... China, para conseguir los animales de tracción que necesitaba, dependía del comercio con los pastores del interior de Asia. Por esta razón los agricultores chinos no tenían motivos para criar vacas en sus pueblos. Si no hay vacas, no puede haber leche ni cocina basada en ella... En China los cerdos ocupan el principal nicho carroñero... la carne y el tocino de cerdo son a la cocina china lo que la leche y la mantequilla a la india.

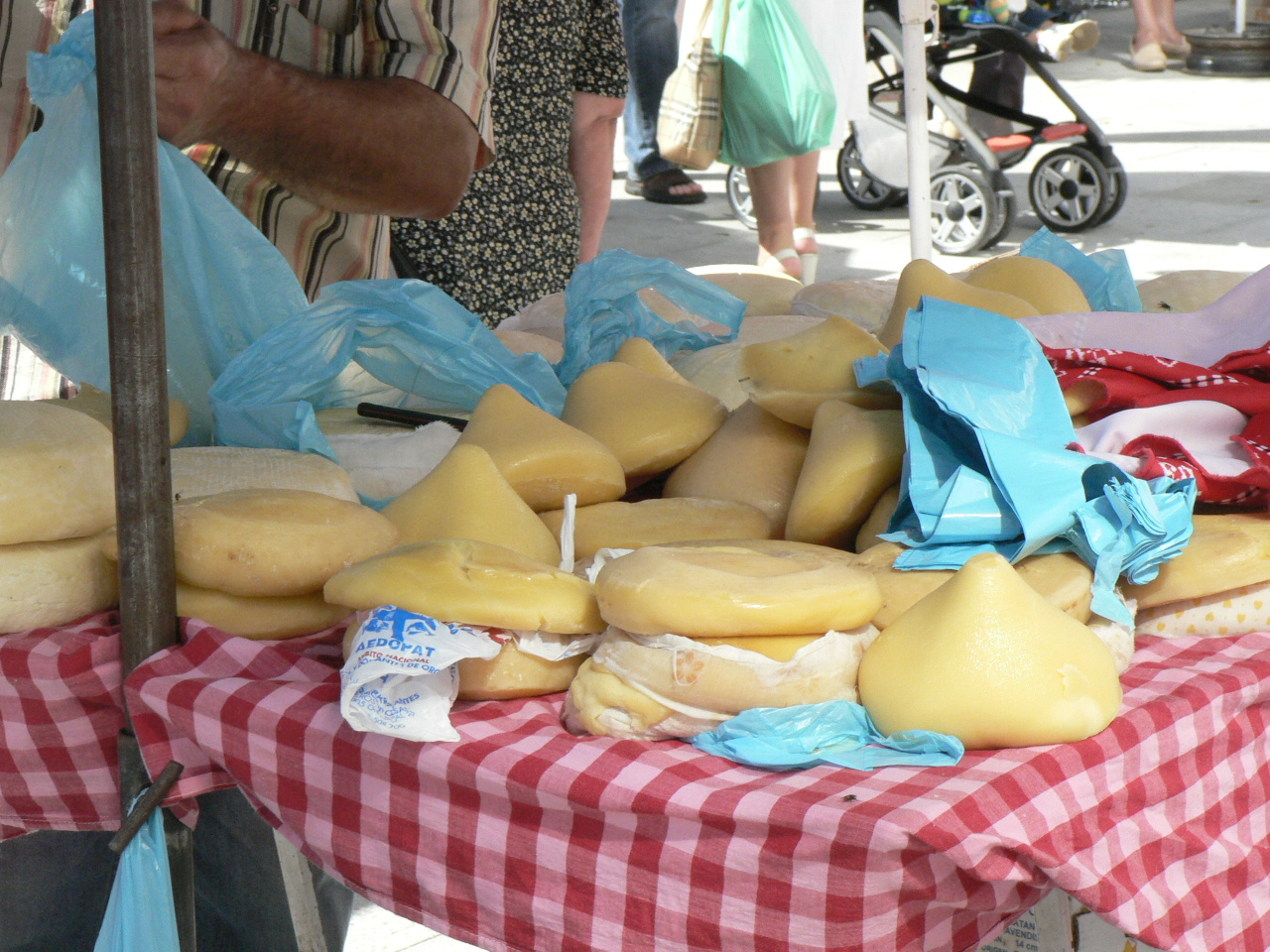
Betanzos en un día de mercado

A pesar de ello, en China actualmente el consumo está aumentando notablemente, con el doble de ventas en 2006 que las de 1996 (aunque todavía con cantidades pequeñas de treinta millones de dólares USD al año). Un alimento tradicional chino es el tōfu, cuya fabricación (y textura) es muy parecida a la del queso, pues consiste en la coagulación de la leche de soja a base de soja y agua. El tōfu es comúnmente llamado «queso chino». En otras partes de Asia se puede encontrar fabricado con leche de yak, o incluso de yegua en las estepas siberianas, en el ema datsi, el plato típico de Bután, a base de queso casero y chile (ajíes); o en la India, donde se usa una variedad llamada paneer para acompañar al curry.
Los seguidores más estrictos de las leyes dietéticas del judaísmo e islamismo solo pueden consumir quesos cuyo cuajo provenga de un animal matado de acuerdo a lo especificado en el 'halal musulmán, o también puede sustituirse por un cuajo de origen vegetal (en el cashrut judío). Muchos judíos menos estrictos consideran que el proceso al que se somete el cuajo cambia su naturaleza hasta tal punto que no puede violar las leyes del cashrut. De todos modos, al estar considerado como un alimento primario, nunca puede ser consumido por un judío combinado con carne.
Muchos vegetarianos evitan también el consumo de quesos fabricados a partir de un cuajo de origen animal. Por esta razón existe una amplia variedad de quesos fabricados con un cuajo obtenido de la fermentación del hongo mucor miehei. Los veganos y otros vegetarianos no consumen queso real, aunque sí existen sustitutos con ingredientes únicamente de origen vegetal, normalmente elaborados con productos a base de soja.
Incluso en culturas con una larga tradición en quesos, es fácil encontrar a personas que lo rechazan, especialmente aquellos con un sabor y olor más fuerte, como el cabrales o el roquefort. El escritor Harold McGee, especialista en química alimentaria, sostiene que el queso adquiere tal sabor como parte de una descomposición controlada y que algunas de las moléculas causantes de su olor y sabor pueden aparecer también en la comida podrida.[cita requerida]

## Tipos de queso

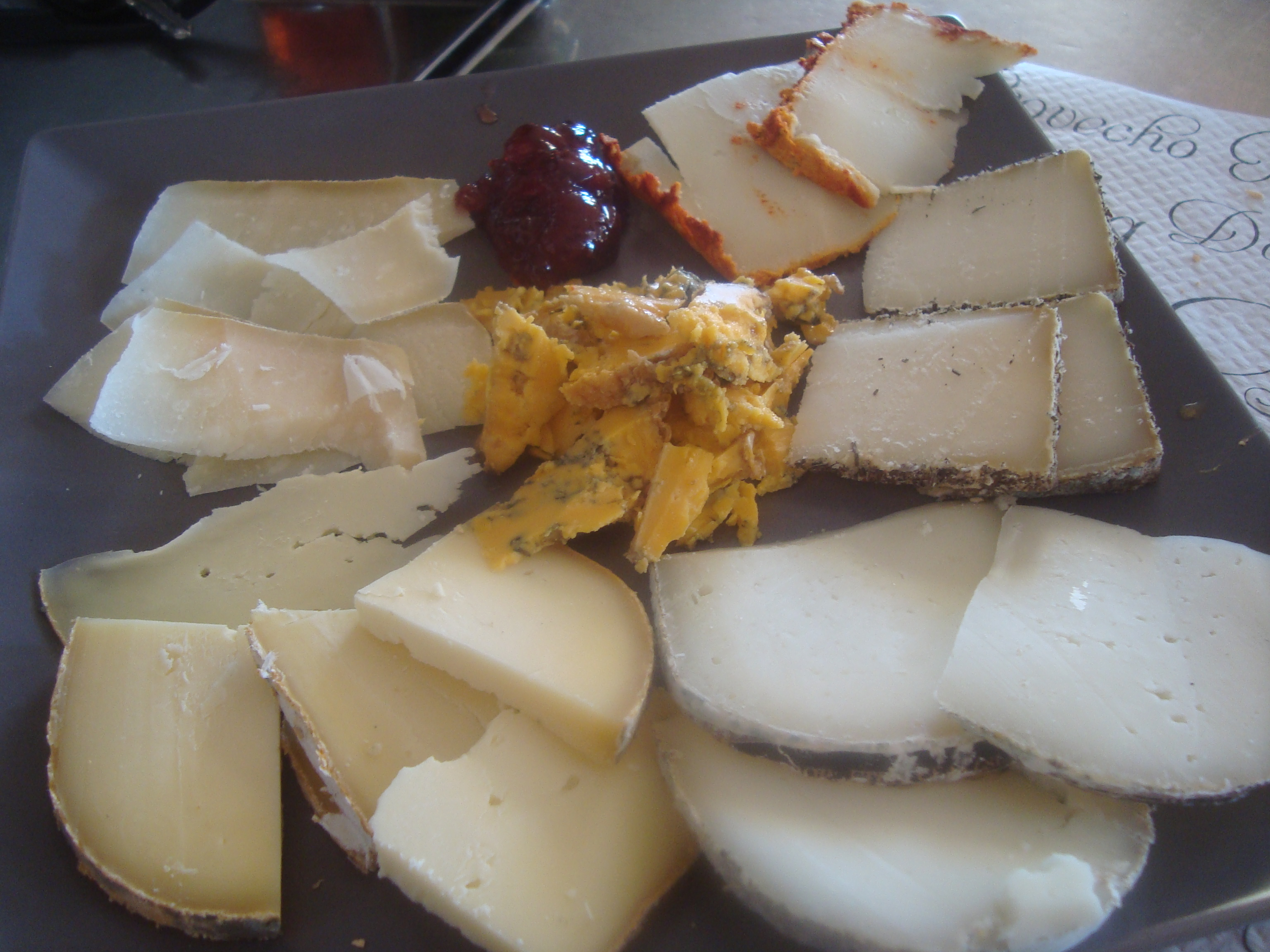
Tabla de quesos.

La gran gama de quesos existentes hace imposible una clasificación única de los mismos. Son muchas las características que los definen, como el grado de añejamiento, o curado, la procedencia de la leche usada, su textura o su contenido en grasa. A continuación se describen varios tipos, o características, de ellos.

### Denominaciones de origen

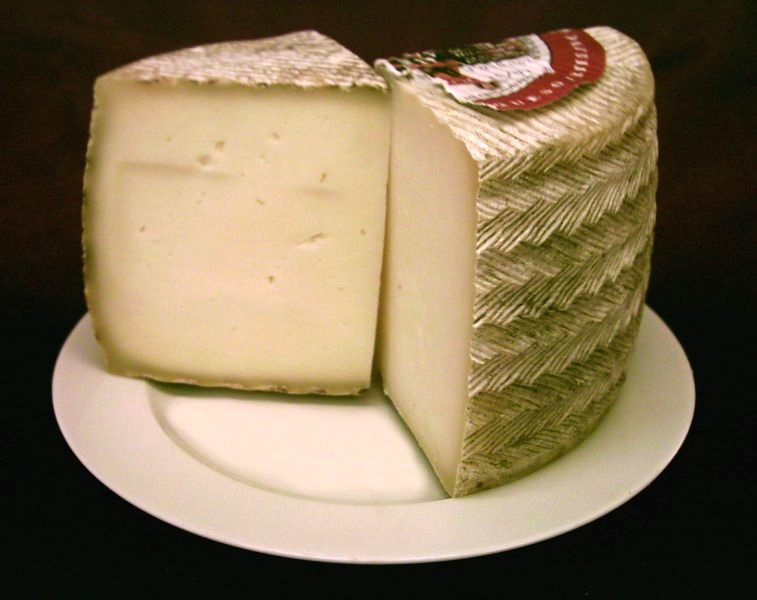
Queso con Denominación de Origen Protegida (D.O.P.) de La Mancha.

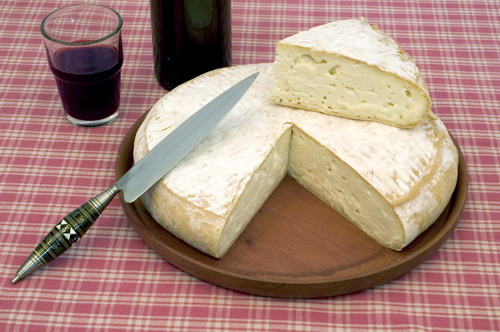
Queso flor de Guía acompañado de cuchillo canario, ambos característicos de la isla de Gran Canaria.

La gran mayoría de quesos se identifican con la zona geográfica de la que proceden. En ciertos países esto se puede regular a través de las denominaciones de origen, con las que se intentan proteger las variedades que desde tiempos antiguos se producen en una zona determinada, contra productores de otras zonas que quisieran aprovechar el buen nombre que han creado los originales.
En España hay más de cien tipos de quesos, solamente en Asturias existen 42 variedades. En total, 28 variedades cuentan con denominación de origen protegida, como el queso manchego o el queso de Cabrales.
Esta indicación geográfica está regulada para los países miembros de la Unión Europea, aunque con particularidades para cada uno de ellos. Funciona de forma muy parecida en Francia, donde se denomina Appellation d'Origine Contrôlée, cuyos orígenes se remontan al siglo XV, en el primer intento de proteger el queso roquefort. Este queso fue el primero en obtener la acreditación de la ley moderna francesa, que ya cubre a más de 40 quesos diferentes. También en Italia la Denominazione di Origine Protetta protege a quesos como el parmesano (bajo la marca Parmigiano-Reggiano), en Grecia al queso feta, o en el Reino Unido al stilton y cheddar.

### Tipos de leche usada

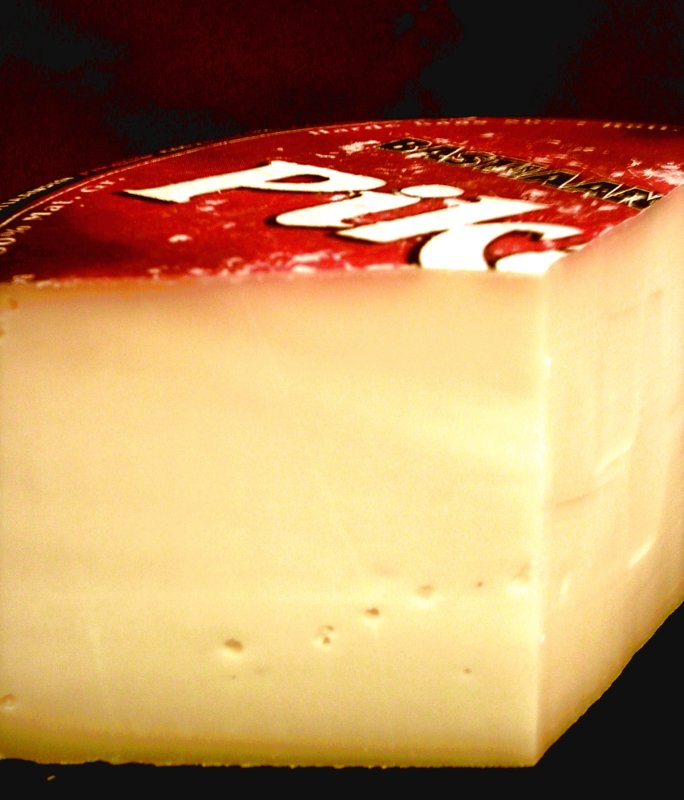
Queso gouda, elaborado con leche de vaca.

La leche más utilizada en la fabricación de quesos es la leche entera de vaca, debido principalmente a que es la leche con mayor producción. Los quesos obtenidos a partir de leche vacuna proceden de zonas fértiles, aptas para la ganadería bovina, como las llanuras del norte de Europa, los Alpes, los Pirineos o la cordillera Cantábrica. Hoy en día la producción de estos quesos se ha extendido por todo el mundo, con el uso de leche procedente de granjas lecheras.
Claros ejemplos de quesos de vaca son el gouda neerlandés, el emmental suizo, o el queso de tetilla de Galicia, todos ellos con texturas, sabor y color parecido. En general, la leche de vaca da al queso un sabor más suave que la de otros tipos de queso, aunque ello depende de otros muchos factores, por lo que es fácil encontrar quesos de vaca de sabor muy fuerte, como el Harzer Käse alemán, o el gorgonzola italiano.
La leche de vaca entera es muy rica en grasa, por lo que es común utilizar leche desnatada, o semidesnatada, con el fin de reducir el contenido en grasa. Sin embargo, la grasa es uno de los elementos que más influye en el sabor del queso, y por norma general, usar leche desnatada es sinónimo de pérdida de sabor.
En las zonas mediterráneas, donde no abundan las vacas, es más común usar leche de oveja o de cabra, lo cual da un punto de acidez al queso. El queso castellano, el manchego, el roquefort, o el feta están hechos de leche de oveja. Un ejemplo de queso de cabra con denominación de origen es el queso majorero, elaborado en la isla canaria de Fuerteventura. También es posible mezclar distintas clases de leche, como en el caso del queso de Cabrales (Principado de Asturias, España), en el que se utiliza una mezcla de leche de vaca, oveja y cabra.
También se utiliza la leche de otros muchos mamíferos, como la de búfala en la mozzarella original (hoy en día se utiliza también la leche de vaca), pero es algo bastante más difícil de encontrar, en comparación con las leches ya mencionadas.
Adicionalmente, en la comunidad vegana actual se utiliza la leche vegetal para la realización de quesos vegetales. Esta leche vegetal, que se somete a procesos de elaboración similares a los del queso de mamíferos, procede de los anacardos, nueces, cereales, granos y fuentes estrictamente vegetales. Lo anterior, ha permitido que la comunidad vegana de todo el mundo acceda al sabor y la cultura ancestral quesera, reproduciendo sus valores y luchas animalistas.

### Quesos frescos

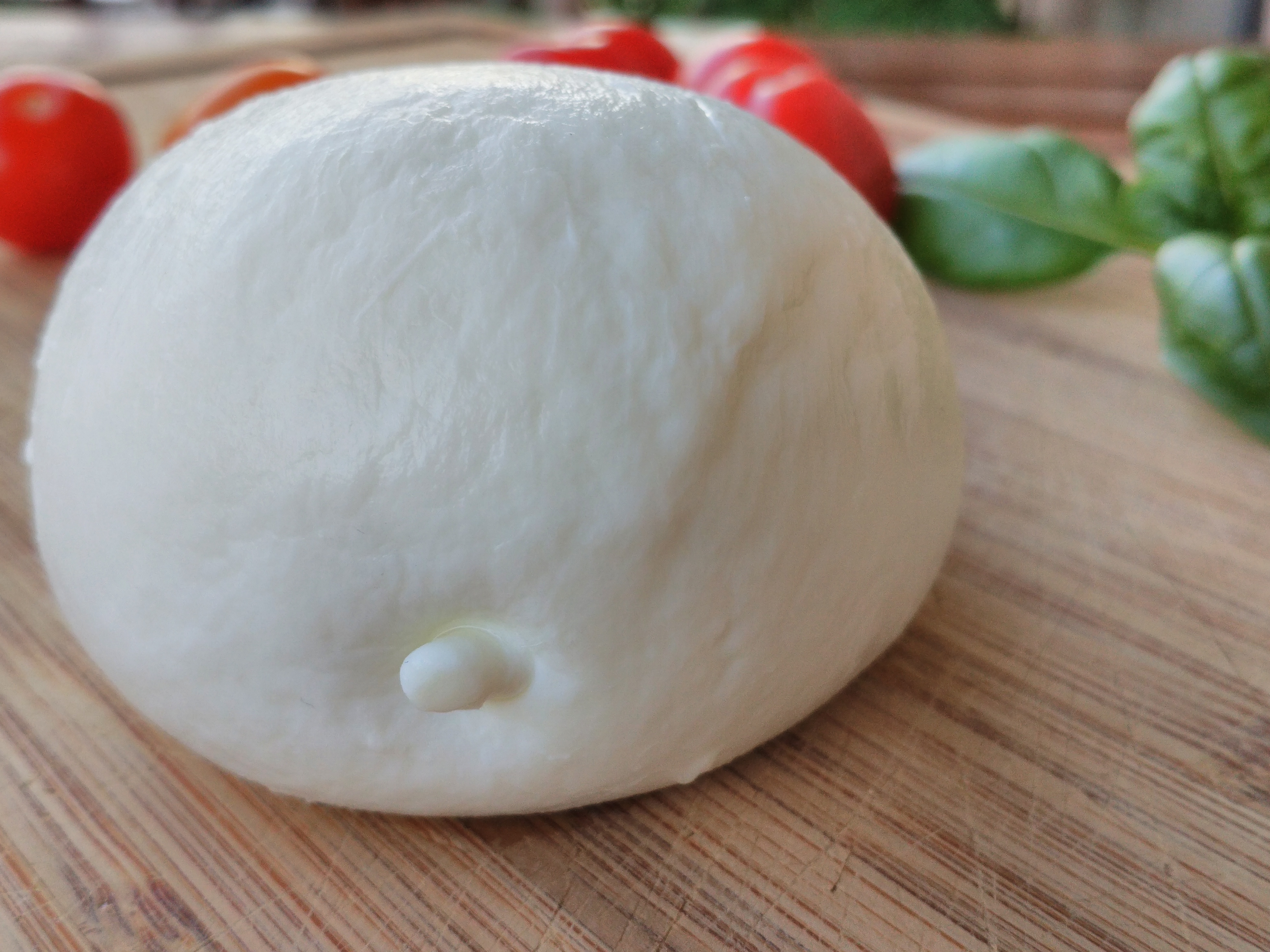
Mozzarella fresca

Los quesos frescos son aquellos en los que la elaboración consiste únicamente en cuajar y deshidratar la leche. A estos quesos no se les aplican técnicas de conservación adicionales, por lo que aguantan mucho menos tiempo sin caducar. Su mantenimiento se podría comparar al de los yogures, pues es necesario conservarlos en lugares refrigerados. El hecho de procesar la leche en menor medida hace que tengan sabores suaves y texturas poco consistentes.
Con estas características, son utilizados como ingredientes para ensaladas, como el queso de Burgos, uno de los más consumidos en España. En Italia el queso por excelencia en las ensaladas es la mozzarella, que se elabora introduciendo la cuajada de la leche en agua caliente, de tal forma que se van creando masas en forma de bolas por efecto de la temperatura. En ciertas zonas del sur italiano se consume queso mozzarella a las pocas horas de su elaboración. La mozzarella también es el más utilizado como ingrediente de las pizzas, sin embargo, para ello se utiliza una variedad más deshidratada, que no corresponde a un queso fresco.
También se utilizan quesos frescos en postres, o como ingredientes de salsas. El mascarpone italiano y el queso quark alemán son ejemplos de ello, con texturas muy cremosas.

### Quesos curados

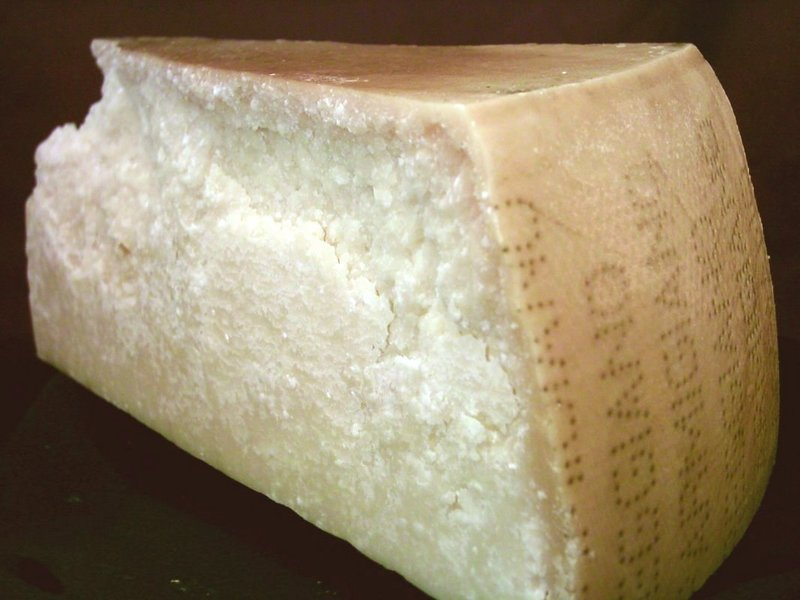
Queso parmesano seco

El curado de los quesos consiste en el añejamiento de los mismos, en un proceso en el que se secan y adicionalmente se aplican técnicas de conservación, como el salado o el ahumado. El tiempo necesario para considerar a un queso como curado puede variar de uno a otro, pero en general se requiere un mínimo de año y medio o dos años.
El proceso de curado hace que obtenga una textura bastante más dura y seca, así como que se incremente la intensidad de su sabor, propiedad muy deseada entre los amantes del queso. Sin embargo, muchas personas no toleran los sabores fuertes, por lo que es fácil encontrar distintas variantes de curado para un mismo queso, catalogándolos normalmente como tiernos, semicurados y curados.
Ejemplos de quesos curados pueden ser el queso manchego o el gouda. Sin embargo, el gouda se suele exportar con un curado aproximado de medio año, mientras que en la Holanda Meridional se puede encontrar más añejo, pudiendo llegar a los dos años.
El grana padano y el parmesano también se curan, pudiendo sobrepasar tiempos de tres años. Tienen una textura extremadamente dura, lo que facilita su consumo de forma rallada, como condimento o relleno de pastas italianas.
Recientemente se ha empezado a comercializar en España una variedad de queso en conserva, capaz de conservarse varios años sin abrir y sin ver variadas ninguna de sus características.

### Quesos cremosos

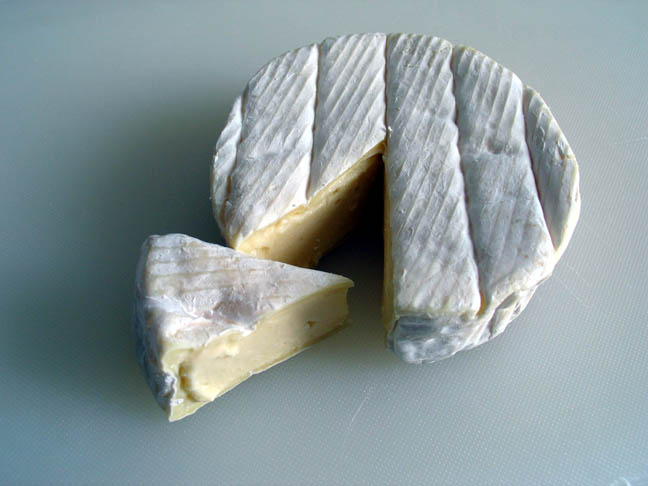
Queso camembert.

El queso tiene un estado natural sólido, sin embargo es posible obtener una textura más cremosa aumentando significativamente la cantidad de nata, y por lo tanto de grasa. Estos tipos de queso se consumen normalmente acompañados de pan, siendo común el uso de los mismos en tostadas.
Ciertos quesos franceses tienen una gran tradición por su textura cremosa. El queso camembert, de características similares al brie, es uno de los más famosos, característico por su corteza blanca florida, consumida junto al queso y que le da un toque de sabor amargo. La denominación de origen de este queso lo obliga a comercializarse siempre de forma redonda, e incluido en una caja de madera.
Dentro de esta categoría igualmente podemos encontrar el Labneh queso fresco preparado a partir de yogur o kéfir.
Un tipo de queso de producción más moderna es el queso crema. Se trata de una crema blanca, distribuida en tarrinas similares a las de margarina o mantequilla. Se consume ampliamente en desayunos y postres, y una variedad de Estados Unidos es el ingrediente principal de algunas tartas de queso.
En la elaboración de postres se suelen usar cremas de queso, combinadas con sabores dulces. Un ejemplo de ello es la crema de queso mascarpone, muy usada en la elaboración de tiramisús. El queso quark también se usa en multitud de recetas de postre en la cocina alemana o austriaca.

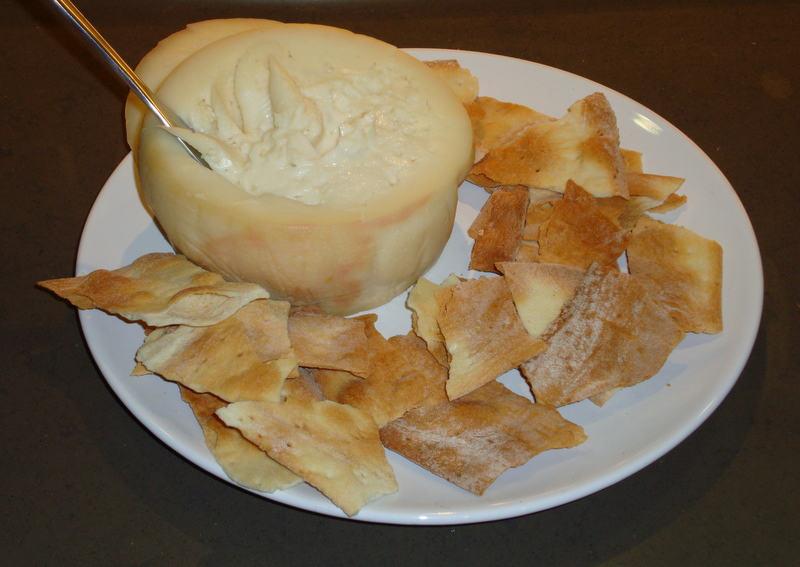
Torta del Casar, producida en Extremadura (España).

También es posible encontrar quesos de textura semicremosa, pues no se puede considerar sólida ni líquida, como la torta del Casar de Extremadura, en España. Este queso debe ser consumido a temperatura ambiente, de forma que su textura sea óptima, y no debe ser calentado. Al igual que el camembert, si la corteza está limpia y sin aditivos, puede ser consumida por quienes gustan de sabores fuertes.

### Quesos verdes o azules

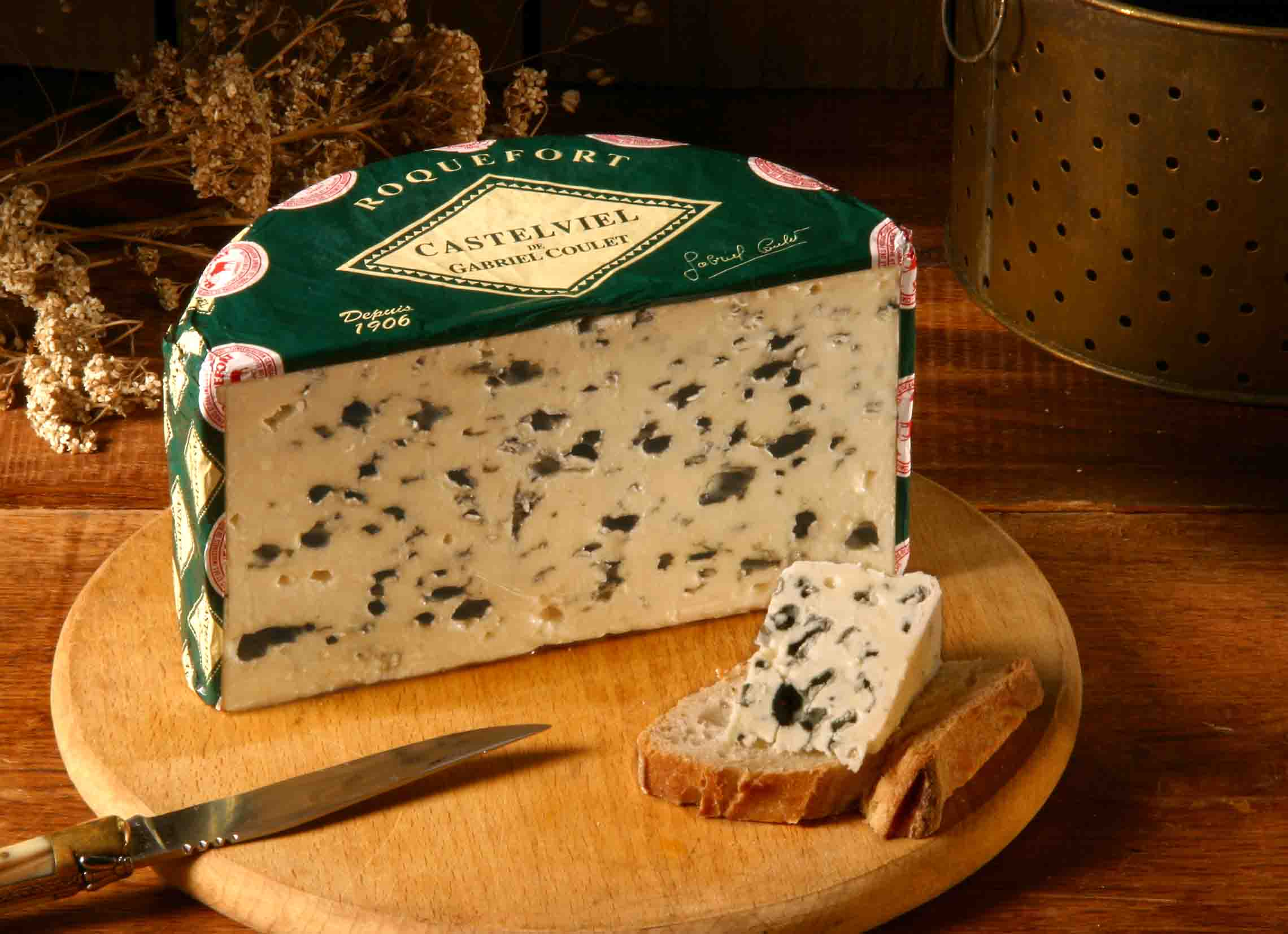
Queso roquefort.

Estos quesos se distinguen por la presencia de mohos, los cuales les dan sus colores verdes o azulados. Quizá sea la variedad que más rechazo pueda causar a simple vista, debido al color y al fuerte olor, que puede recordar al de la descomposición. Sin embargo, su intenso sabor es uno de los más apreciados por los gourmets del queso.
Para conseguir la proliferación de los mohos hay que almacenar los quesos en lugares con humedades muy elevadas, normalmente del orden del 90 %. Excelentes lugares para ello han sido tradicionalmente las cuevas. Los mohos que proliferan en los quesos normalmente son del género Penicillium, en el que varias de sus especies reciben el nombre del queso en el que se encuentran, como el Penicillium camemberti (en la corteza del camembert), o el Penicillium roqueforti, del queso roquefort. Una creencia popular totalmente falsa es que estos quesos contienen gusanos o larvas; sin embargo esto realmente no es así; ya que es otra variedad diferente de queso el que los contiene, conocido como queso de gusanos de Cerdeña.
Uno de los frecuentemente llamados «rey de los quesos» azules es el roquefort, producido en las cuevas francesas de Roquefort-sur-Soulzon, según marca su denominación de origen protegida. Otros quesos azules famosos por sus mohos son el queso de Cabrales asturiano, el queso stilton procedente de Inglaterra, o el queso gorgonzola italiano, que puede encontrarse en una variedad dulce (aunque ligeramente picante), y otra de sabor mucho más fuerte y picante.

### Quesos de pasta hilada
Los quesos de pasta hilada, de textura fibrosa y elástica, se originaron en Oriente Medio; en Italia alcanzaron su tecnificación y en EE. UU. ganaron popularidad. El queso mozzarella es el más importante exponente de esta familia y representa el segundo segmento más importante en ventas en la industria quesera, después del queso Cheddar. En varios países de Iberoamérica se ha despertado un especial interés por la fabricación y comercialización de quesos de pasta hilada debido a su alto consumo, especialmente en la elaboración de comidas rápidas. En los quesos de pasta hilada la masa primaria elaborada (cuajada), una vez que ha alcanzado la acidez necesaria, es sometida a una serie de procesos: calentamiento (con o sin agua), amasado, salado y estirado, para luego ser cortado, moldeado, enfriado y, finalmente, envasado y comercializado. La metodología de elaboración varía, dependiendo de la región de donde provenga, lo que permite que Latinoamérica tenga una interesante variedad de quesos de pasta hilada. A esta familia pertenecen varios tipos de quesos, entre estos están el queso Palmito (Costa Rica), Doble Crema, Quesillo, Pera, Trenza, Siete cueros, Momposino (Colombia), De hoja (Ecuador).

### Quesos de hoja
Son distintos tipos de queso que se fabrican y distribuyen en República Dominicana, Centroamérica, México y en Latacunga y Cayambe de Ecuador.
El queso de hoja dominicano posee características parecidas a una mozzarella salada. Es bien popular en el país y una tradición cultural su producción. Se produce con leche cuajada, un aditivo y sal, usando las mismas técnicas desde hace más de 50 años. Su nombre no guarda ninguna relación con su fabricación o sabor, sino por la forma en la que las bolas de queso están conformadas, por un conjunto de capas similares a «hojas» de queso, que se pueden pelar.
El queso de hoja ecuatoriano es muy popular con los turistas en Cayambe. Su bajo costo lo convierte en una buena opción para los transeúntes como suplemento a su dieta. En Cayambe y Latacunga se produce el queso en láminas delgadas, enrolladas algo parecido a un cilindro, y envueltas en hojas de achira que le imprimen sabor. Se lo consume en Cayambe con biscochos y en Latacunga con Allullas, unas galletas levemente saladas. Ambas se usan como suplemento al tomar café.

## Propiedades nutricionales

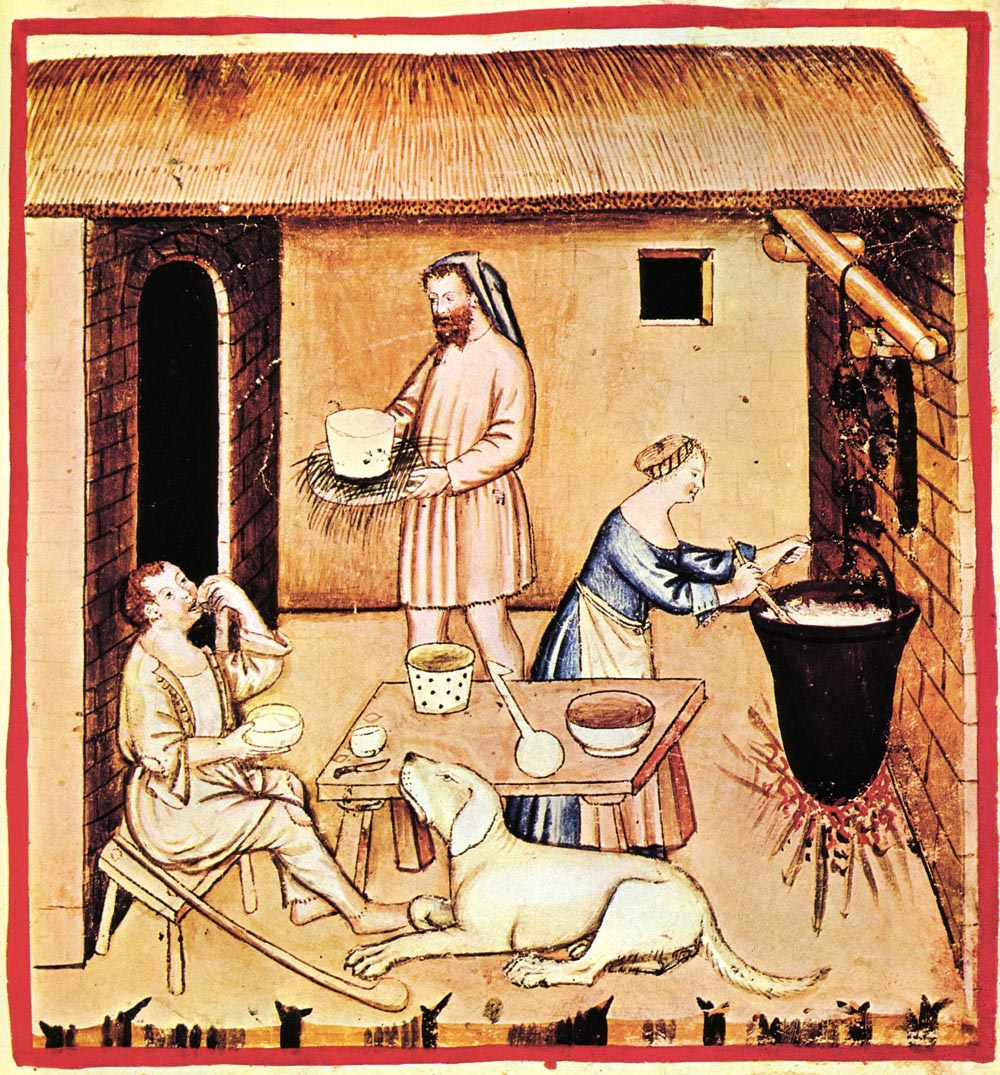
Ilustración sobre el queso en Tacuinum Sanitatis, libro árabe del que describe los beneficios de hierbas y alimentos.

Los datos nutricionales del queso pueden variar en función de su contenido en grasa, pero en general se puede decir que es una rica fuente de calcio, proteínas, y fósforo. Al tratarse básicamente de leche concentrada, hacen falta 600 g de leche para igualar esta cantidad de proteínas, y 550 g para la de calcio.
El Centro de la Ciencia de Interés Público sitúa al queso como la primera fuente de grasa saturada en los Estados Unidos, en los que cada habitante consume de media unos 13,6 kg al año. Sin embargo esta cantidad es bastante más pequeña que la de países europeos como Grecia (27 kg) o Francia (24 kg), en los que se tiene un índice relativamente bajo de enfermedades del corazón. Este hecho se conoce como la paradoja francesa, y se apunta a que se pueda justificar por el alto consumo de productos de la dieta mediterránea, como el vino tinto o el aceite de oliva.
Muchas agencias de todo el mundo advierten de los riesgos del consumo de quesos hechos con leche fresca (no pasteurizada). La Administración de Drogas y Alimentos (FDA) estadounidense sostiene que los quesos de leche fresca pueden causar enfermedades infecciosas como la listeriosis, brucelosis, salmonelosis, y hasta incluso tuberculosis. En los Estados Unidos, una ley de 1944 obliga a todos los quesos de leche fresca (incluidos los importados desde 1951) a tener un curado mínimo de dos meses. Otros países no europeos también han optado por restringir legalmente el consumo de estos quesos, como Australia, uno de los más estrictos en ello, aunque recientemente ha abierto excepciones con los quesos suizos gruyer, emmental, sbrinz y también con el queso roquefort. Sin embargo, la pasteurización de la leche no es totalmente eficaz a la hora de evitar estos problemas, como se puede ver en los datos de intoxicaciones por consumo en Europa (donde en muchos países es legal el consumo de quesos frescos de leche no pasteurizada), y en los que la mayoría de casos apuntaban a quesos pasteurizados. Las precauciones con el consumo de quesos han de ser mayores en el caso de embarazadas, como señalan los Centros para el Control y la Prevención de Enfermedades de los Estados Unidos, debido al riesgo de transmitir listeriosis al feto.
Estudios en el campo de la odontología afirman que el queso puede ayudar de forma significativa en la prevención de caries y otras enfermedades de los dientes. Se trata de uno de los alimentos con contenido más alto en calcio y fósforo, así como de caseína y otras proteínas, qué son los principales componentes del esmalte de los dientes, por lo que la ingesta de queso puede ayudar a su remineralización. Aparte de esto, algunos ácidos grasos tienen propiedades antimicrobianas, controlando así el nivel de placa. Muchos tipos de queso estimulan también el flujo salival, lo que ayuda a limpiar la cavidad bucal de restos de alimentos, amortiguando también el medio ácido. Después de las comidas el pH de la saliva desciende, pero el calcio y el fósforo del queso ayudan a prevenirlo.
Las personas que sufren intolerancia a la lactosa normalmente evitan consumirlo, sin embargo quesos como el cheddar solo contienen un 5 % de la lactosa encontrada en la leche entera, y en los quesos más añejos es prácticamente despreciable. Hay gente que sufre reacciones ante aminas encontradas en el queso, especialmente la histamina y la tiramina. En los más curados la cantidad de estas sustancias se hace más notable y pueden producir reacciones alérgicas como la aparición de sarpullidos, dolor de cabeza o aumento de la presión sanguínea.

## Elaboración

### Cuajado

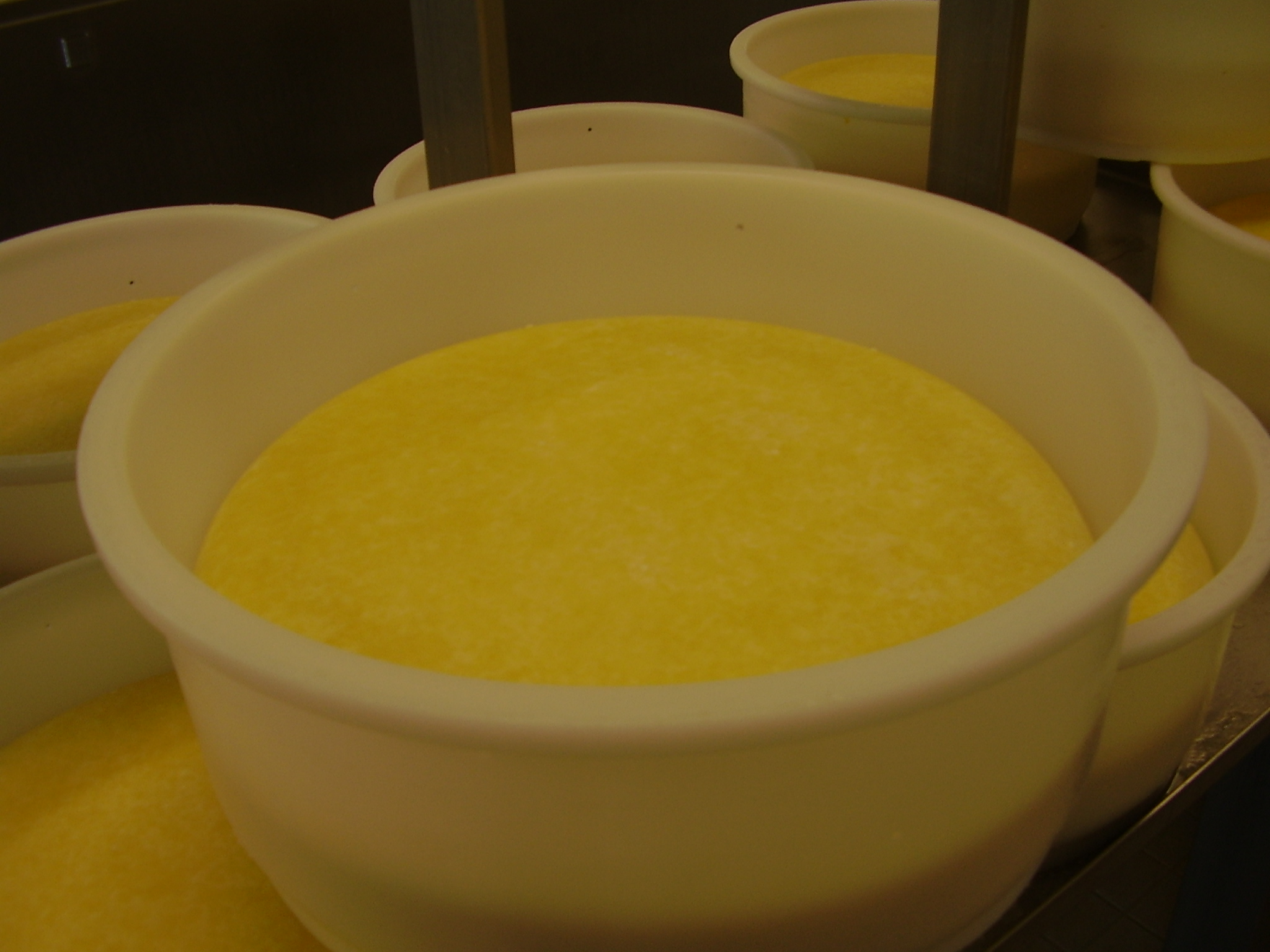
Cuajadas de queso gouda.

El único proceso estrictamente necesario en la elaboración del queso es el denominado cuajado, consistente en separar la leche usada en una cuajada sólida del suero líquido. El queso que se pretende obtener será básicamente la cuajada, a la que adicionalmente se le aplicarán otros procesos hasta dar con las características buscadas. Las formas más comunes de realizar la separación de la leche es añadiéndole algún tipo de fermento o cuajo y/o la acidificación. Para acidificar la leche se pueden emplear ácidos como el vinagre o el limón, pero actualmente es más frecuente el uso de bacterias, que convierten los azúcares de la leche en ácido láctico. Estas bacterias, junto a las enzimas que producen, también juegan un importante papel en el futuro sabor del queso tras su añejamiento. En la mayoría de quesos se emplean bacterias como las Lactococcus, Lactobacillus o Streptococcus. Los quesos suizos se caracterizan por el uso de bacterias Propionibacter shermanii, que producen burbujas de dióxido de carbono y dotan al queso de agujeros, como en el caso del emmental.
Algunos quesos frescos se cuajan únicamente por acidificación, pero en la mayoría se usan también cuajos. El cuajo hace que tome un estado más consistente, en comparación con las frágiles texturas de las cuajadas coaguladas simplemente por ácidos. También permiten tener un nivel más bajo de acidez. Generalmente los quesos frescos y menos añejos se obtienen a partir de cuajadas con un mayor porcentaje de acidificación, frente al uso de cuajo, más significativo en quesos más duros, secos y curados. También se utiliza cloruro de calcio para favorecer la precipitación.

### Procesamiento de la cuajada

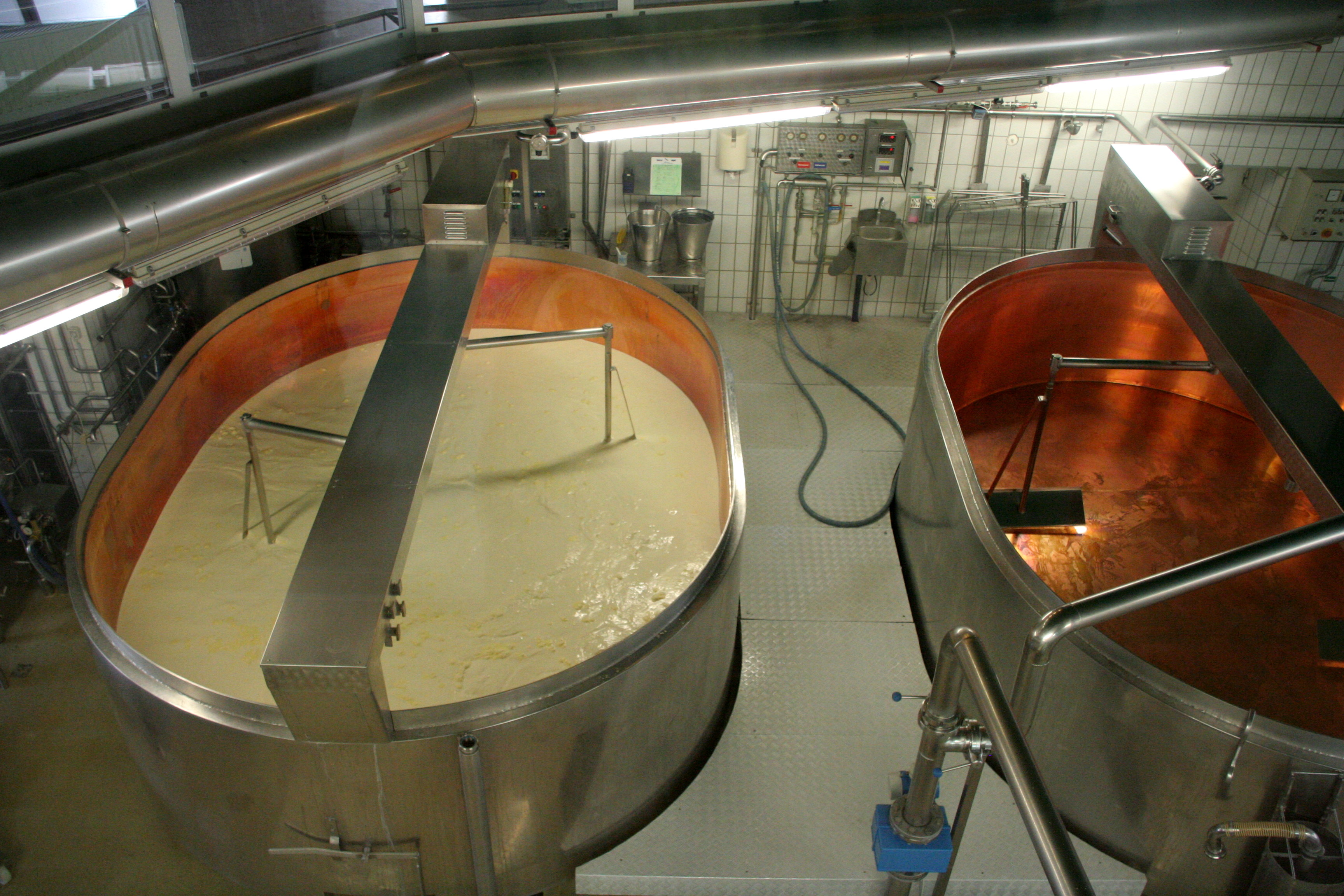
Mezclado y batido de la cuajada de queso emmental, previamente a su troceado.

En este punto, el queso ha adquirido una textura espesa y húmeda. Algunos quesos blandos estarían prácticamente listos, a falta de ser deshidratados, salados y empaquetados. En el resto de quesos, la cuajada se corta en pequeñas secciones, para facilitar la extracción del agua de las piezas individuales de cuajada.
En el caso de los quesos duros, se calientan a temperaturas entre un intervalo de 33 °C a 55 °C. De esta manera se deshidrata más rápidamente y también se consiguen sutiles cambios en el sabor final del queso, afectando a las bacterias existentes y a la estructura química de la leche. En los quesos que se calientan a temperaturas superiores se emplean bacterias termófilas, capaces de sobrevivir a ellas, como las Lactobacillus o Streptococcus.
La sal juega distintos papeles en la elaboración del queso, aparte de aportar un sabor salado. Puede emplearse para mejorar la conserva, y para afirmar la textura con su interacción con las proteínas. En algunos quesos la sal se aplica únicamente al exterior del queso, pero en otros casos se mezcla directamente con la cuajada.
Dependiendo del tipo de queso se aplican un gran número de técnicas específicas, que dan las características finales al sabor y a la textura. Se pueden citar como ejemplos el estirado y sumergimiento en agua caliente, hasta llegar a la textura fibrosa de la mozzarella; o el constante batido de la cuajada, limpiándola con agua para bajar el nivel de acidez muy lentamente, aplicado en quesos como el emmental o gouda.
Muchos quesos no adquieren su forma final hasta que son prensados en un molde. Cuanto más duro es el queso, mayor presión se le ha aplicado. La presión elimina humedad —los moldes permiten la fuga del agua— y hace que la cuajada se afirme en cuerpo sólido.

### Añejamiento
Los quesos frescos ya estarían listos para consumir llegados a este punto, sin embargo, a la mayoría de quesos les queda todavía un largo periodo de añejamiento y curado hasta estar completamente listos. Durante el añejamiento dentro de los moldes, nuevos microbios se introducen en el queso, intensificando su sabor. Lentamente la caseína y la grasa se convierten en una compleja red interna de aminoácidos, aminas y ácido graso. Es habitual en algunas gastronomías que tras el añejado, se conserve en aceite.
Durante el proceso del curado también se le pueden aplicar otras técnicas de conservación y modificación del sabor, como el incremento de la sal introduciéndolo en agua salada, el ahumado, o incluso el sazonado con especias o vino. Un caso radical ocurre con el queso casu marzu de Cerdeña, cuyo proceso de añejamiento se realiza con larvas de la mosca del queso. Cabe anotar que este queso se puede consumir con las larvas adentro, y que actualmente su venta se encuentra prohibida por las autoridades sanitarias italianas, por lo que se consume clandestinamente.

## Cocinado

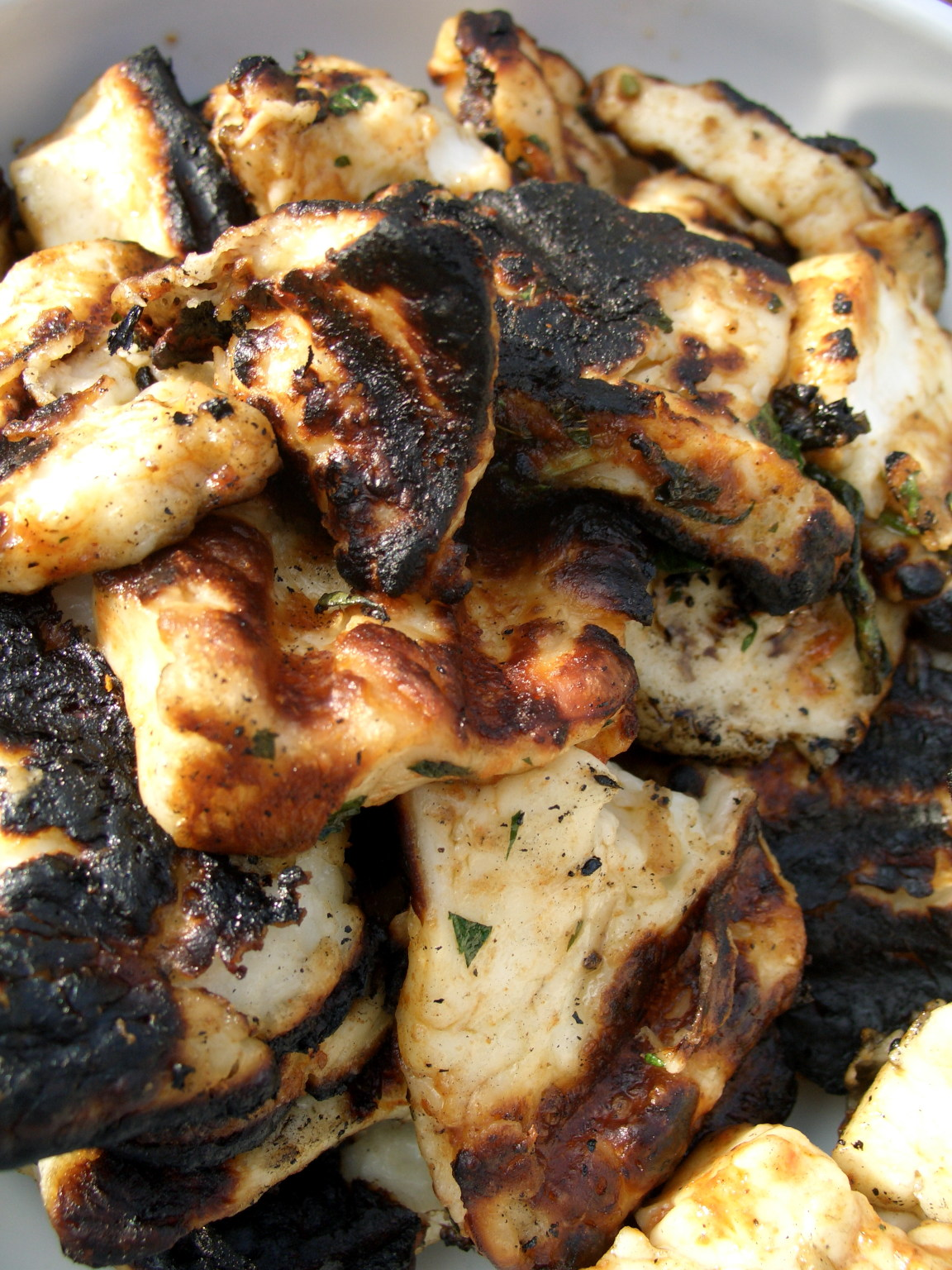
Queso halloumi cocinado.

Los quesos se comen normalmente crudos, aunque también pueden ser cocinados. Se consumen solos o con otros ingredientes. La grasa del queso tiene, en temperaturas de frigorífico, una textura dura, parecida a la de la mantequilla fría. Si el queso se encuentra a temperaturas cálidas, entre los 26 y 32 °C, la grasa se derrite y se suele decir que el queso «suda». En el momento del consumo es preferible que se encuentre a temperatura ambiente, aunque esto depende del tipo de queso de que se trate.
A temperaturas superiores a 55 °C la gran mayoría de quesos comienzan a fundirse, aunque los más duros, como el parmesano, necesitan unos 82 °C. Algunos son típicos por consumirse fundidos, como las fondue suizas. Se puede lograr que muchos otros hagan lo mismo en presencia de ácidos o almidón. Otros quesos se vuelven elásticos o viscosos cuando se funden, una cualidad que puede disfrutarse en platos como la pizza y el welsh rabbit. Algunos quesos se funden de modo dispar, separándose sus grasas a medida que se calientan, mientras que los pocos quesos cuajados con ácido, incluyendo el halloumi, paneer y ricotta, no se funden e incluso pueden endurecerse cuando son cocinados, a medida que se evapora el agua que contienen.
El queso como ingrediente es ampliamente utilizado, especialmente en la cocina italiana. Es un ingrediente fundamental de las pizzas, así como de lasañas y canelones. También es muy común que acompañe a los platos de pasta, ya sea como condimento, como relleno, o como ingrediente de salsas. También es frecuente encontrarlo en platos de la cocina mexicana, como las quesadillas, los burritos y tacos. El queso procesado es uno de los condimentos más frecuentes en productos de comida rápida, como las hamburguesas y los perritos calientes.
También puede encontrarse en la repostería. El ejemplo más claro es la tarta o pastel de queso, pero también la crema de queso mascarpone, usada para hacer multitud de postres italianos, como el tiramisú.